# Tipula (Yamatotipula) subvirgo
Tipula (Yamatotipula) subvirgo is een tweevleugelige uit de familie langpootmuggen (Tipulidae). De soort komt voor in het Neotropisch gebied.